# Диа, Мамаду
Мамаду Мустафа Диа (фр. Mamadou Moustapha Dia; 18 июля 1910, Комболь, округ Тиес, Французский Сенегал — 25 января 2009, Дакар, Сенегал) — сенегальский политический деятель, публицист и экономист, председатель Правительственного совета автономной Республики Сенегал в 1958 году, первый премьер-министр Сенегала в 1960—1962 годах. В 1940—1950-х годах был сенатором, а затем депутатом Национального собрания Франции. Вице-премьер и министр обороны Федерации Мали, организатор переворота 20 августа 1960 года, приведшего к распаду Федерации. В качестве премьер-министра независимого Сенегала развернул в стране реформы, направленные на модернизацию сенегальского общества и достижение максимальной экономической независимости от Франции, стал главным разработчиком четырёхлетнего плана развития страны. В декабре 1962 года, после импичмента, вынесенного ему парламентом, пытался насильственно сохранить за собой власть, но был арестован, обвинён в попытке государственного переворота и приговорён к пожизненному заключению. Был освобождён в 1974 году, пытался вернуться к активной политической деятельности, но не нашёл поддержки и до конца жизни выступал политическим обозревателем в средствах массовой информации Сенегала. Был известен под псевдонимом Маодо (фр. le Maodo).

## Биография
Диа Мамаду родился 18 июля 1910 года в небольшом городке Комболь (округ Тиес, Французский Сенегал), расположенном на железнодорожной ветке близ Тиеса, в крестьянской семье африканского народа тукулёр. Дата его рождения в 1910 году позднее была подвергнута сомнениям — сам Диа утверждал, что в документах своего отца нашёл подтверждение того, что он родился в 1911 году. Вероятно, дата «1910 год» была вписана в документы его школьным учителем, чтобы позволить Мамаду Диа по возрасту поступить в Школу Уильям Понти, на тот период лучшую во всей Французской Западной Африке. Однако 31 мая 1954 года городской суд Комболя официально признал 18 июля 1910 года официальной датой его рождения.

### Юность. Школьный учитель
Мамаду Диа, как и его семья, не имел полноправного сенегальского гражданства и по статусу принадлежал к низшим слоям местного общества, будучи т. н. «субъектом». Однако его отец участвовал в Первой мировой войне и по возвращении служил в полиции. Это и протекция учителя помогли Диа получить хорошее образование. Мамаду Диа окончил местную начальную школе изучения Корана, затем в районную школу в Диурбеле, а в 1924 году, после смерти отца, был направлен на обучение в вышеначальную школу Бланшо в Сен-Луи. После этого он прошёл обучение в Федеральной нормальной школе École William Ponty близ Дакара, получив диплом преподавателя. Позднее Диа продолжил обучение в Париже, где получил степень бакалавра. Завершив образование в 1927 году, Мамаду Диа работал учителем в Сен-Луи и Фисселе, и в 1943 году был назначен директором районной школы в Фатике.

### Приход в политику
Первоначально равнодушный к политике Мамаду Диа вскоре оказался вовлечён в общественные дискуссии и начал публиковаться в прессе. Он писал статьи, в которых освещал проблемы африканского крестьянства, описывал нищету сенегальской деревни и пропагандировал создание сельских кооперативов, которые считал идеальной формой организации крестьянского труда и средством построения лучшего общества. После падения во Франции режима Виши у него появилась возможность не только публиковаться, но и принять участие в политической деятельности. Диа примкнул к французским социалистам, в то время объединённым в партию СФИО, однако, как сам затем утверждал, не разделял социалистических идей, а только использовал партию в качестве поддержки. Но вскоре по просьбе жителей Фатика ему приходится вступить в СФИО и выставить свою кандидатуру в генеральные советники Диурбеля, а затем и в члены Территориальной ассамблеи Сенегала. Его покровителями становятся писатель, участник французского Сопротивления и будущий депутат Национального собрания Франции католик Леопольд Седар Сенгор и генеральный советник от региона Сани Салум Ибрагим Сейду Ндав. Мамаду Диа, свободно владеющий не только французским языком и родным языком тукулёр, но и языком волоф, становится одним из партийных ораторов.
В 1947 году Мамаду Диа был избран членом Большого совета Французской Западной Африки в качестве главного советника от Сенегала.
После раскола в местной организации СФИО Диа поддержал немногочисленную левую группировку Сенгора и выступил против Ламина Гея, отстаивавшего позиции федерального руководства партии в Париже. Мамаду Диа берёт на себя руководство фракцией во время многочисленных поездок Сенгора во Францию на парламентские сессии, и лично возглавляет внутрипартийную борьбу. 27 сентября 1948 года вслед за Сенгором он выходит из СФИО, о чём сообщает в официальном письме. Вместе они создают Сенегальский демократический блок и на его 1-м съезде, прошедшем 15-17 апреля 1949 года в Тиесе становятся его высшими руководителями: Сенгор — председателем, Диа — генеральным секретарём.

### Сенатор Французской республики
14 ноября 1948 года Мамаду Диа был избран по спискам Сенегальского демократического блока в Совет Республики Франции 18 голосами из 48. Когда первый четырёхлетний срок полномочий стал подходить к концу, 18 мая 1952 года он был повторно выдвинут СДБ кандидатом в Совет Республики и избран 15 голосами из 52. В феврале 1953 года на 1-м конгрессе независимых депутатов от заморских территорий в Бобо-Диуласо (Верхняя Вольта), на котором были представлены 60 депутатов от территорий Французского союза, Мамаду Диа был избран Генеральным секретарём Координационного комитета это парламентской группы. В период сенаторства Мамаду Диа голосовал за ратификацию договора о создании НАТО 28 июля 1949 года, участвовал в обсуждении избирательного закона от 2 мая 1951 года, голосовал за закон Мари от 12 сентября 1951 года, поощрявший частное образование. Он высказывался за ратификацию договора об учреждении Европейского объединения угля и стали, ставшей предтечей Общего рынка и Евросоюза (1 апреля 1952 года), но выступал против принятия Германии в НАТО 26 марта 1955 года. Мамаду Диа поддержал 1 апреля 1955 года законопроект о введении чрезвычайного положения в Алжире и воздержался при голосовании 15 ноября того же года по проекту избирательной реформы, восстанавливавшему выборы по округам. 1 января 1956 года в связи с предстоящими парламентским выборами срок сенаторства Мамаду Диа подошёл к концу.

### Депутат Национального собрания Франции
На парламентских выборах 2 января 1956 года Мамаду Диа вместе с Л. Сенгором выступил как один из кандидатов от Сенегальского демократического блока, одержавшего победу в Сенегале, получив 346 266 голосов из 454 886. 7 февраля 1956 года Совет республики принял его отставку и Мамаду Диа занял кресло в Палате депутатов. Он примкнул к парламентской фракции независимых от заморских территорий, близких к католической партии МРП, был избран в комиссии по делам печати, всеобщего избирательного права, по вопросам жалования депутатам и сенаторам (1956—1957), кандидатом в члены комиссии по финансовым вопросам (1957). Он также занимался вопросами государственной помощи в подготовке празднования столетия Дакара. В Палате депутатов Диа проявил большую активность, часто выходя на трибуну и внося многочисленные поправки, прежде всего по вопросам, касающихся проблем заморских территорий Франции. 8 марта 1956 года, при обсуждении вопроса о предоставлении правительству чрезвычайных полномочий в Алжире, он выступил мирное решение проблемы. Мамаду Диа заявил, что не следует проблему французского присутствия в Алжире «заключать в железный ошейник ложной дилеммы: уезжать или оставаться», так как это приведёт только к насилию, и в дальнейшем воздерживался от обсуждения алжирского вопроса
Он голосовал за ратификацию договоров о создании Европейского Экономического Сообщества и Европейского сообщества по атомной энергии 9 июля 1957 года. В период конституционного кризиса 1958 года Мамаду Диа поддержал правительство Пьера Пфлимлене 13 мая и голосовал за введение чрезвычайного положения 16 мая. Он 2 июня 1958 года ставил на голосование вопрос о доверии к новому кабинету генерала Шарля де Голлю, о его чрезвычайных полномочиях и о конституционной реформе. 30 ноября 1958 года Мамаду Диа был избран вновь в Национальное собрание, но 15 июля 1959 года окончательно вышел из французского парламента в связи с намечавшимся предоставлением Сенегалу независимости.

### Экономист и социолог
В период жизни во Франции Мамаду Диа изучал экономические проблемы Африки, занимался на факультете права Парижского университета. В 1953 году он издал свою первую книгу — «Размышления об экономике Чёрной Африки», в 1957 году опубликовал работу «К исследованиям кооперативного движения в Чёрной Африке», в 1958 году — «Африканская экономика». Диа завершил своё образование в аспирантуре географии, права и экономики профессора Франсуа Перру и в дальнейшем также испытывал влияние взглядов двух мыслителей-доминиканцев, философа и социолога Анри Дероше и экономиста Луи-Жозефа Лебре.

### За независимость Сенегала
23 июня 1956 года Национальное собрание Франции приняло «Закон-рамку», известный так же как Закон Деффера, и Французская Западная Африка получила новый статус. 18 мая 1957 года Мамаду Диа стал заместителем председателя Правительственного совета Французского Сенегала, возглавляемого французским губернатором Пьером Лами, и сформировал первое сенегальское правительство. Кабинет был однопартийным и составлен из представителей Сенегальского демократического блока, генеральным секретарём которого оставался Мамаду Диа. Вступая в должность, он заявил, что
противопоставит жёсткое сопротивление любой попытке вмешательства в наши внутренние дела, любому прямому или косвенному давлению, любой власти, стремящейся к тому, чтобы подавать независимость местных властей.
Однако эта бескомпромиссная позиция фактического главы правительства в дальнейшем приводила к конфликтам между различными властными структурами, как в колониальный период, так и в независимом Сенегале.
Мамаду Диа стал главным инициатором переноса административного центра колонии из Сен-Луи в крупнейший город страны Дакар, что и было осуществлено 8 января 1958 года.
26 июля 1958 года Диа возглавил Правительственный совет Сенегала и ровно через месяц вступил в конфликт с новым главой французского правительства генералом Шарлем де Голлем, с которым уже сталкивался как депутат Национального собрания и взгляды которого на африканскими проблемы считал оскорбительными. Когда 26 августа 1958 года де Голль прибыл в Сенегал, Мамаду Диа демонстративно уехал из Дакара и поручил министру внутренних дел Вальдиодио Ндиайе встречать генерала. В этот же период Диа разошёлся во мнениях и с Сенгором по вопросу о независимости Сенегала и о поддержке новой Конституции Франции. Сенгор выступал за поддержку Конституции и за вхождение страны во Французский Союз на правах автономии, Диа же требовал организовать голосование против Конституции на референдуме 28 сентября и немедленно получить независимость. После многочасовых переговоров двух политиков в городке Жоневилль-сюр-Мер в Нормандии взяла верх точка зрения Сенгора, который к этому моменту уже дал указания в рамках партии и пообещал поддержку де Голлю. 25 ноября 1958 года Мамаду Диа стал Председателем Совета министров автономной Республики Сенегал в рамках Французского Сообщества.

### Федерация Мали
Когда 4 января 1959 года была создана Федерация Мали, Мамаду Диа, сохранив пост главы сенегальского правительства, был назначен вице-премьером федерального правительства во главе с Модибо Кейтой и министром обороны и внутренней безопасности Федерации. 28 сентября 1959 он и Модибо Кейта поставили перед Францией вопрос о предоставлении Федерации независимости, после чего 26 ноября президент де Голль принял их и Сенгора в Елисейском дворце и заявил о согласии Франции. Диа ещё раз встретился с де Голлем 12 декабря 1959 года в Сен-Луи, когда тот посетил VI сессию Исполнительного совета Французского Сообщества. 13 декабря он вместе с де Голлем, Сенгором и Модибо Кейтой прибыл в Дакар, где де Голль выступил в Федеральной ассамблее Мали и официально объявил о согласии Франции заменить Сообщество новой ассоциацией. В 1960 году Мамаду Диа вместе с Кейтой вёл в Париже переговоры о предоставлении независимости Федерации Мали, которая и была провозглашена 20 июня 1960 года. Однако Федерация, как и сотрудничество между двумя политиками, просуществовали после этого всего два месяца.

### Во главе переворота 20 августа 1960 года
Летом 1960 года в руководстве Федерации нарастал конфликт между представителями Сенегала и Суданской республики относительно путей дальнейшего развития страны. В преддверии федеральных президентских выборов 27 августа, на которых Сенгор должен был столкнуться с Ламином Геем, противостояние главы федерального правительства и его заместителя, получившего так же пост министра обороны, достигло критической точки. После того, как Модибо Кейта 20 августа 1960 года ввёл в стране чрезвычайное положение и отстранил Мамаду Диа, находившегося на тот момент в Тиесе, от обязанностей вице-премьера, тот вечером вернулся в Дакар и в 23.00 взял ситуацию под контроль. Он созвал чрезвычайное заседание Законодательной ассамблеи Сенегала и переподчинил себе армию и силы безопасности. Собравшиеся через час депутаты по предложению Диа приняли законопроекты об отмене передачи компетенций в пользу Федерации Мали, о преобразовании Законодательной ассамблеи в Национальное собрание, о провозглашении независимости и о введении чрезвычайного положения. Модибо Кейта и его соратники были арестованы, посажены в поезд и отправлены в Каес на территории Суданской республики.

### Премьер-министр
На следующий день после переворота Национальное собрание Сенегала утвердило Мамаду Диа Председателем Совета министров с широкими полномочиями. Он получил право определять и проводить политику нации, назначать и смещать министров. Если президенту Сенгор занимался вопросами внешней политики, то экономика страны была полностью предоставлена Диа. В сентябре 1960 года он в Париже подписывает новый договор о передаче Францией Сенегалу компетенций международного суверенитета, а 8 декабря того же года выступает в Генеральной ассамблее ООН по случаю принятия страны в члены Организации Объединённых Наций. Распад Федерации и разрыв с Мали ухудшил экономическое положение Сенегала, промышленность которого на время лишилась малийских рынков сбыта. Мамаду Диа вводит в действие первый четырёхлетний план развития страны, разработанный уже к январю 1961 года, модернизирует систему администрации, пытается внедрить «просвещённый» ислам, вводит в марте 1962 года инвестиционный кодекс, поощряющий иностранные капиталовложения в экономику Сенегала. Двумя основными задачами четырёхлетки становятся развитие страны в интересах всего населения и развитие личности с целью справедливого распределения доходов и освобождения Сенегал от экономической зависимости. Мамаду Диа постоянно вторгается во внешнюю политику, бывшую сферой интересов Сенгора. Он посещает страны Европы, заключает экономические соглашения, ведёт переговоры с президентом Франции генералом де Голлем и с президентом Гвинеи Ахмедом Секу Туре, делает упор на развитие отношений со странами Востока, в частности с арабскими странами, при этом развивая связи с Европой, Скандинавией и Израилем, выступает за валютную, экономическую и таможенную интеграцию африканских государств. В сентябре 1961 года Диа принимает приглашение Н. С. Хрущёва посетить СССР и в июне 1962 года посещает Москву.
Мамаду Диа готовится к разрыву тесных экономических отношений с Францией, о чём заявляет в 1961 году в одной из своих публикаций. Распространено мнение, что именно эта попытка нарушить французские интересы и привела к слому его политической карьеры.

### Зарубежные поездки
- 1961 год — Австрия, Федеративная Республика Германии и Швеция[11];
- 1962 год — СССР, Польская Народная Республика, Чехословацкая Социалистическая Республика, Венгерская Народная Республика (июнь) и Мавритания[12].

### Падение
Мамаду Диа вспоминал, что президент Сенгор не критиковал его политику и не стоял к нему в оппозиции, однако смотрел на мероприятия правительства холодно. Со временем так же стало сказываться влияние на Сенгора его окружения, которое стало убеждать президента в том, что политика Диа приводит к бегству капиталов из Сенегала. В ответ на это 8 декабря 1962 года Диа выступил с речью в Дакаре на международном коллоквиуме «Различные политики развития и пути африканского социализма». В ней он заявил, что необходимо  «по-революционному отбросить старые структуры»  (фр. Rejet révolutionnaire des anciennes structures) и призвал «разработать всеобщие перемены, которые преобразуют колониальное общество и рыночную экономику в свободное общество и в экономику развития» (фр.  concevoir une mutation totale qui substitue à la société coloniale et à l’économie de traite une société libre et une économie de développement). Палата депутатов парламента Сенегала ответила на это вынесением правительству вотума недоверия 39 голосами из 80. Мамаду Диа отклонил вотум, сославшись на то, что он инициирован вне партийных рамок и противоречит законодательству о действующем чрезвычайном положении. Однако президент Сенгор потребовал, чтобы вопрос был рассмотрен совместным заседанием Национального собрания Сенегала, но Мамаду Диа воспротивился его созыву. 17 декабря 1962 года он просто разогнал парламент, здание Собрания на бульваре Республики было окружено кордонами жандармерии, четыре депутата были арестованы. Но во второй половине дня председатель Национального собрания Ламин Гей, давний противник Мамаду Диа, всё же провёл заседание и отправил правительство в отставку.
18 декабря 1962 года Мамаду Диа и его сторонники — министр финансов Вальдиодио Ндиайе, министр развития Ибрахима Сарр, министр транспорта и телекоммуникаций Жозеф Мбайе, министр-делегат при Совете информации Алиун Талль были арестованы подразделениями десантников. В тюрьму был отправлен и начальник Генерального штаба сенегальской армии. Их дело рассматривалось Верховным судом с 9 по 13 мая 1963 года, причём одним из адвокатов Мамаду Диа выступал будущий президент страны Абдулай Вад, а вторым был известный юрист Робер Бадентер, будущий сенатор, министр юстиции и председатель Конституционного совета Франции. Бывший премьер-министр был приговорён к пожизненному заключению и отправлен отбывать срок в город Кедугу.
Национальное собрание Сенегала упразднило пост премьер-министра и установило президентскую республику, а в сентябре 1963 года президент Сенгор на IV съезде Прогрессивного союза Сенегала возложил на бывшего соратника всю ответственность за экономические проблемы страны.
За освобождение Мамаду Диа выступали многие известные люди, в том числе Папа Римский Иоанн XXIII (при том, что Диа был мусульманином) и Жан-Поль Сартр, однако Сенгор долгое время был глух к этим просьбам. Диа был освобождён только в марте 1974 года, после 12 лет заключения, и амнистирован в апреле 1976 года, через месяц после восстановления в стране многопартийной системы.

### Попытка вернуться в большую политику
После освобождения шестидесятипятилетний Мамаду Диа возглавил действовавшую нелегально левую Социалистическую партию самоуправления, близкую к марксистским организациям, но признававшую необходимость сохранения национального частного и смешанного секторов экономики. В 1981 году, после прихода к власти президента Абду Диуфа, партия была легализована под наименованием Демократическое народное движение, а Мамаду Диа официально возглавил её в качестве Национального генерального координатора. Партия ДНД выступала за построение самоуправляемого социализма, требовала введения новой конституции, отмены чрезвычайных судебных органов, проведения широкой национализации и вывода французских войск из Сенегала. Однако эта небольшая партия, которую он возглавил, не нашла поддержки среди населения, не получила ни одного места на парламентских выборах и даже не смогла оформиться организационно.
В последние годы жизни престарелый политик старался влиять на политическую жизнь Сенегала выступая политическим комментатором в местных средствах массовой информации. Он выражал глубокое сожаление по поводу смерти бывшего президента Леопольда Седара Сенгора в 2001 году и резко критиковал политику экономического либерализма президента Абдуллая Вада, своего бывшего адвоката.
Диа Мамаду скончался 25 января 2009 года в Дакаре в возрасте 99 лет. О его смерти сообщило сенегальское информационное агентство APS.
В связи со столетием Мамаду Диа в 2010 году в Сенегале распространились высокие оценки его личности и его роли в истории страны. Не без основания утверждалось, что Диа останется в истории «как первый строитель Республики, архитектор и разработчик основ государственных и административных учреждений» (фр. le premier bâtisseur de République, l’architecte et le concepteur de l’armature institutionnelle et administrative. Сенегальский учёный Джабриль Самб, бывший директор Фундаментального института Чёрной Африки в Дакаре, утверждал:  «можно сказать, что Мамаду Диа — настоящий отец современного сенегальского государства»  (фр. on pourrait dire que Mamadou Dia est le véritable père de l’Etat sénégalaise modern).

## Память
Муниципальный совет Дакара переименовал Бульвар Республики в Бульвар Мамаду Диа.

## Факты
- Являлся одним из самых долгоживущих руководителей глав государств и правительств в мире.
- Самый долгоживущий премьер-министр Сенегала.

## Сочинения
- Contribution à l'étude du mouvement coopératif en Afrique noire, Présence africaine, 1951 (rééd. 1961, 1962)
- Réflexions sur l'économie de l’Afrique Noire, Éditions africaines, 1954 (rééd. 1960, 1961)
- L'économie africaine : études et problèmes nouveaux, Presses universitaires de France, 1957
- Nations africaines et solidarité mondiale, 1960 (rééd. 1963)
- Islam, sociétés africaines et culture industrielle, Nouvelles éditions africaines, 1975
- Essais sur l’Islam, vol. 1, Islam et humanisme, Nouvelles éditions africaines, 1977
- Essais sur l’Islam, vol. 2, Socio-anthoroplogie de l’Islam, Nouvelles éditions africaines, 1979
- Essais sur l’Islam, vol. 3, Islam et civilisations négro-africaines, Nouvelles éditions africaines, 1980
- Mémoires d’un militant du Tiers monde : si mémoire ne ment, Publisud, 1985
- A governance approach to civil service reform in Sub-Saharan Africa, World Bank, 1993
- Africa’s management in the 1990s and beyond : reconciling indigenous and transplanted institutions, World Bank, 1996
- Kaso : le migrant perpétuel, Esprit frappeur, 1999
- Afrique : le prix de la liberté, L’Harmattan, 2001 (rééd. 2003)
- Échec de l’alternance au Sénégal et crise du monde libéral, L’Harmattan, 2005
- Sénégal, radioscopie d’une alternance avortée (articles et documents)
- « Corbeille pour l’an 2000» Editions Paix et développement, Dakar, 1995